# Nati nel 1942/Senza giorno specificato
| Questa pagina contiene informazioni ricavate automaticamente dalle voci biografiche con l'ausilio del template Bio e di un bot. L'aggiornamento è periodico e automatico e ricostruisce completamente la pagina. Se manca una persona in questa lista, sei pregato di non aggiungerla, ma accertati piuttosto che la sua voce biografica contenga il template Bio e che i dati anagrafici siano correttamente compilati. Se il template Bio manca, inseriscilo tu stesso o, in alternativa, metti l'avviso {{tmp\|Bio}} che ne segnala la mancanza. Se i dati riportati sono sbagliati, correggi direttamente la voce biografica; le modifiche saranno visibili in questa lista entro pochi giorni. Per chiarimenti vedi il progetto biografie. La lista contiene solo le 165 persone che sono citate nell'enciclopedia e per le quali è stato implementato correttamente il template Bio. Pagina aggiornata al 10 lug 2025. |

- Elizabeth Abbott, scrittrice e storica canadese
- Luisa Accati, storica e antropologa italiana
- Georges Adéagbo, scultore beninese
- Robert Allinson, filosofo statunitense
- Hossein Amanat, architetto iraniano
- Jean-Loup Amselle, antropologo e africanista francese
- Hanns-Jörg Anders, fotografo tedesco
- Pavlos Apostolidis, diplomatico greco
- Tanya Atwater, geofisica e geologa statunitense
- Flavio Barbiero, ingegnere, scrittore e esploratore italiano
- Massimo Barone, scrittore, saggista e drammaturgo italiano
- Cesare Baroni Urbani, entomologo italiano
- Robert Bates, economista statunitense
- Don Batie, allenatore di calcio statunitense
- Eleanor Bennett, ex sciatrice alpina statunitense
- Jorge Benítez, ex calciatore peruviano
- Rossella Bergamonti, attrice italiana
- David Berlinski, saggista statunitense
- Jean Bernabé, scrittore e linguista francese († 2017)
- Bill Berry, ex cestista e allenatore di pallacanestro statunitense
- Wolf Bickel, astronomo tedesco
- Alessandro Biral, storico della filosofia italiano († 1996)
- Mimma Biscardi, attrice italiana
- Elio Bisignani, direttore della fotografia italiano
- Erez Biton, poeta israeliano
- Ned Block, filosofo e docente statunitense
- Timothy Bond, regista e sceneggiatore canadese
- Enzo Bottesini, giornalista e attore italiano
- Fathallah Bouazzaoui, ex cestista marocchino
- Elisa Kadigia Bove, attrice italiana
- Andreina Chiari Branchi, scrittrice italiana
- Walt Byrd, ex cestista statunitense
- Simon Carrington, direttore d'orchestra, cantante e contrabbassista britannico
- Brandon Carter, fisico australiano
- Giuseppe Cereda, dirigente d'azienda italiano
- Paul Churchland, filosofo canadese
- Michael Clark, astronomo neozelandese
- Stuart Cooper, regista, attore e sceneggiatore statunitense
- Fabrizio Cruciani, francesista e critico teatrale italiano († 1992)
- Guglielmo Cusi, sindacalista e politico italiano
- Halil Dağlı, cestista e allenatore di pallacanestro turco († 2024)
- Harold A. Drake, storico statunitense
- Giuseppe Duso, filosofo italiano
- Giuseppe Fiori, scrittore italiano
- Iris Fontbona, imprenditrice cilena
- Anitra Ford, ex modella, attrice e fotografa statunitense
- Paolo Galluzzi, storico della scienza italiano
- Florentino García Martínez, docente e teologo spagnolo
- Francesco Gazzoni, giurista italiano
- Giuseppe Gentili, scultore italiano († 2018)
- Cornelia Gheorghe, ex cestista rumena
- Yervant Gianikian, artista, architetto e regista italiano
- Antonio Gibelli, storico italiano
- Giuliano Giongo, esploratore e alpinista italiano
- Marco Glaviano, fotografo e architetto italiano
- Jeannine Gramick, religiosa statunitense
- Albert D. Grauer, astronomo e docente statunitense
- Charles Wilfred Griggs, egittologo, archeologo e pedagogo statunitense
- Aldo Grimaldi, regista e sceneggiatore italiano († 1990)
- Peter Grubb, zoologo inglese († 2006)
- Nancy Hafkin, informatica sudafricana
- Carol Hanisch, attivista e saggista statunitense
- Paul Horowitz, fisico statunitense
- Margie Hunt, ex cestista e allenatrice di pallacanestro statunitense
- Mauro Ivaldi, regista e sceneggiatore italiano († 1993)
- David Michael Jacobs, storico e saggista statunitense
- Keith Jochim, attore e fotografo statunitense
- Jun Kaneko, ceramista giapponese
- Susan Kelly-Dreiss, attivista statunitense
- Duncan Kennedy, filosofo statunitense
- Toshiyuki Kita, designer giapponese
- Charles Knode, costumista britannico († 2023)
- Caterina Kolosimo, scrittrice, giornalista e astrologa italiana
- Ermanno Krumm, poeta e critico d'arte italiano († 2005)
- Paul Kunz, fisico e informatico statunitense († 2018)
- Abdellatif Laabi, poeta, scrittore e attivista marocchino
- Noël Lafon, scrittore francese
- Marica Larocchi, poetessa, saggista e traduttrice italiana
- Marianella Laszlo, attrice italiana († 2021)
- Walter Lini, politico vanuatuano († 1999)
- Evandro Lodi Rizzini, fisico italiano
- Jenny Logan, attrice e ex ballerina britannica
- Haim Louk, rabbino e cantante marocchino
- Uliano Lucas, fotoreporter italiano
- Gunilla Lundgren, scrittrice svedese
- Adrian Maben, regista scozzese
- Salah Aboud Mahmoud, generale iracheno († 2024)
- Maurizio Mamiani, storico della scienza italiano († 2002)
- Afaese Manoa, scrittore e musicista tuvaluano
- Adelchi-Riccardo Mantovani, pittore italiano († 2023)
- Franco Mari, attore e comico italiano
- Marcello Massenzio, storico delle religioni italiano
- Miguel Maza Márquez, poliziotto colombiano
- Joseph Mazur, matematico e saggista statunitense
- Bill McIver, cantante statunitense († 2003)
- Michael Merzenich, neuroscienziato statunitense
- Michael Mann, sociologo e storico britannico
- Massimo Miglio, storico italiano
- Ksenia Milicevic, pittrice, architetto e urbanista francese
- Peter Millar, ex calciatore scozzese
- Dodi Moscati, cantautrice e giornalista italiana († 1998)
- Rod Mullinar, attore britannico
- Ingrun Helgard Möckel, modella tedesca († 1977)
- Matthias N'Gartéri Mayadi, arcivescovo cattolico ciadiano († 2013)
- Barbara Nelli, attrice italiana
- David O'Keeffe, giurista inglese
- Sharon Olds, poetessa statunitense
- Lucho Olivera, fumettista argentino († 2005)
- Kenneth Ormsby, ex danzatore su ghiaccio canadese
- Alfred Richard Osborne, fisico statunitense
- Ángel Otaegui Echeverría, attivista spagnolo († 1975)
- Vito Paradiso, cantautore e musicista italiano
- Derek Parfit, filosofo britannico († 2017)
- Jean-Claude George Pelle, astronomo francese
- Maria Perlorentzou, grecista e traduttrice greca
- Aurelio Pes, scrittore, drammaturgo e critico musicale italiano († 2020)
- Thea Fleming, attrice e modella olandese
- Ivo Antonino Pilotto, imprenditore e dirigente sportivo italiano
- Giorgio Poletti, missionario italiano
- Yves Pomeau, fisico e matematico francese
- Enrico Pugliese, sociologo italiano
- Lis Rhodes, artista e regista britannica
- Angela Ricci Lucchi, regista e pittrice italiana († 2018)
- William Richert, regista e attore statunitense († 2022)
- Álvaro Rodríguez Echeverría, religioso costaricano
- Pete Rose, compositore e flautista statunitense († 2018)
- Penelope Rosemont, pittrice, fotografa e scrittrice statunitense
- Maurizio Rossi, artista italiano
- Annamaria Samassa, ex fondista italiana
- Daniel J. Sandin, artista statunitense
- Giancarlo Schiaffini, trombonista e suonatore di tuba italiano
- Ingrid Schoeller, attrice e cantante tedesca
- Roberto Segoni, architetto e designer italiano († 2002)
- Luigi Spezzaferro, storico dell'arte italiano († 2006)
- Mette Stenstad, modella norvegese
- Dennis William Stevenson, botanico statunitense
- Brian Stiller, predicatore, giornalista e educatore canadese
- Tom Stock, ex nuotatore statunitense
- Tony Straiges, scenografo statunitense
- Kan Tai-keung, artista, grafico e designer cinese
- Mohamed Abderrahman Tazi, regista marocchino
- Osman Nuri Topbaş, scrittore turco
- Boubacar Traoré, cantautore e chitarrista maliano
- Uyunqimg, politica cinese († 2024)
- Tony Verga, musicista e cantante italiano († 2017)
- Tania Verstak, modella australiana
- Rosario Vieni, filologo classico italiano
- Kōhō Watanabe, monaco buddhista giapponese († 2016)
- Albert Watson, fotografo scozzese
- Lori Williams, cestista statunitense († 2022)
- Nicholas Williams, docente, linguista e letterato britannico
- Jim Xhema, attivista albanese
- Xu Yongyue, politico cinese
- Gloria Yerkovich, attivista statunitense
- Renata Zamengo, attrice italiana
- Toni Zarpellon, pittore e scultore italiano
- Zhou Yongkang, politico e imprenditore cinese
- Ayad Futayyih al-Rawi, generale iracheno († 2018)
- Hathloul bin Abd al-Aziz Al Saud, principe e dirigente sportivo saudita († 2012)
- Wilson Carlos dos Santos, arbitro di calcio brasiliano († 2005)
- Hilary du Pré, flautista britannica
- Donnchadh Ó Corráin, storico irlandese († 2017)
- Mashhur bin 'Abd al-'Aziz Al Sa'ud, principe saudita
- ʿAbd al-Majīd bin ʿAbd al-ʿAzīz Āl Saʿūd, politico saudita († 2007)
- Saḥar Ḫalīfa, scrittrice palestinese